# Löffelsterz (Reichshof)
Löffelsterz ist ein Ort von insgesamt 106 Ortschaften der Gemeinde Reichshof im Oberbergischen Kreis im nordrhein-westfälischen Regierungsbezirk Köln in Deutschland.

## Lage und Beschreibung
Löffelsterz liegt südöstlich der Wiehltalsperre, die nächstgelegenen Zentren sind Gummersbach (24 km nordwestlich), Köln (61 km westlich) und Siegen (45 km südöstlich).

## Geschichte

### Erstnennung
1448 wurde der Ort das erste Mal urkundlich erwähnt. „Gedächtnisstiftung für Bruno und Agnes de Lefesterz in Höhe von 48 oberl. Gulden. Bruno ist auf der Wallfahrt nach Santiago de Compostela gestorben.“
Die Schreibweise der Erstnennung war Lefelsterz.
| Bevölkerungsentwicklung | Bevölkerungsentwicklung |
| Jahr                    | Einwohner               |
| ----------------------- | ----------------------- |
| 1946                    | 95                      |
| 2005                    | 99                      |
| 2008                    | 84                      |
| 2017                    | 79                      |
| 2018                    | 80                      |
| 2019                    | 86                      |

## Vereine und Einrichtungen
- Dorfgemeinschaft Löffelsterz